# MBC 에브리원
MBC 에브리원(MBC Every 1)은 온 가족이 볼 수 있는 버라이어티 전문 채널을 표방하기 위해 2007년 10월 15일에 전신이었던 MBC 무비스를 계승하는 MBC 플러스의 오락 전문 채널로 론칭되었다. 다른 버라이어티 오락 채널들과 달리 모기업인 MBC의 방송 프로그램 재방송 비율이 높지 않고 자체 프로그램 제작 비율을 높인 것이 특징이다. 

## 제공 시보
• 현대해상

## 방송 프로그램

### 현재

#### 예능
- 어서와 한국은 처음이지 (진행 : 김준현, 이현이, 알베르토)
- 주간 아이돌 (진행 : 서은광, 이미주)

#### 음악
- 쇼 챔피언 (MBC M과 동시 생방송)
- 쇼! 음악중심 (네이버TV|MBC M과 동시에 방송)

### 종영

#### 예능
- 미인도
- 아이돌 군단의 떴다! 그녀 시즌 1
- 아이돌 군단의 떴다! 그녀 시즌 2
- 아이돌 군단의 떴다! 그녀 시즌 3
- 아이돌 군단의 떴다! 그녀 시즌 4
- 네버엔딩 쇼를 하라 (진행 : 김국진, 패널 : 김지훈, 성대현, 고영욱, 강지은)
- 만리장성-하룻밤의 연애 (진행 : 장영란, 안혜경, 채연, 김정민)
- 쇼케이스 (진행 : 윤종신, 김창렬, 김진표)
- 김호진의 쿡앤툭 (진행 : 김호진, 강유미)
- 이유진의 하이힐 (진행 : 이유진)
- 신해철의 스페셜 에디션 (진행 : 신해철)
- 소통 원활! 힐링 샤우팅! 고래고래 (진행 : 조혜련, 신봉선)
- 가족이 필요해 시즌1
- 가족이 필요해 시즌2
- 가족이 필요해 시즌3
- 미스터리 X파일
- 서경석의 안티공방전 (진행 : 서경석, 패널 : 이유진, 김영철, 김C, 김현철, 김효진)
- 품절남녀 (출연 : 유세윤, 안영미)
- 함사세요 (출연 : 지상렬, 강수정, 성대현, 유채영, 오인택, 서효명)
- 이경규의 복불복쇼 (진행 : 이경규)
- MT왕 (출연 : 정형돈, 데프콘, 남창희, 김디에나, 이파니)
- 퍼펙트 브라이드 (진행 : 박수홍, 강수정)
- 박경림의 화려한 외출 시즌 1
- 박경림의 화려한 외출 시즌 2
- 지금은 꽃미남 시대 시즌 1~2 (진행 : 박명수, 이지훈, 태민, 민호)
- 스쿨문자지존 (진행 : 박명수, 박정아, 이민우, 은지원, 윤형빈)
- 윤정수의 키친드림 (진행 : 윤정수, 양배추, 허승재, 조소영)
- 에브리원 초이스
- 슈퍼주니어의 선견지명(진행: 슈퍼주니어)
- 러브추격자(진행: 이특, 예성)
- 21세기 아이돌 군단 (진행 : 황현희, 이창민 of 2AM)
- 묻지마 선수단 (출연 : 이경규, 이혁재, 문희준, 이파니)
- 삼색녀 토크쇼 시즌 1~3
- 천만원의 꿈
- 러브 에스코트 (진행 : 지상렬)
- 이경규의 골프의 신 시즌 1~2 (진행 : 이경규)
- 무한걸스 (진행 : 송은이, 신봉선, 김신영, 황보, 정가은, 백보람. 중도 하차 멤버 : 오승은, 정시아)
- 레알스쿨
- 플레이걸즈 스쿨
- 식신원정대 (진행 : 정준하, 현영, 김신영, 이파니)
- 남희석의 복불복쇼2 (진행 : 남희석)
- Appeal (진행 : 남희석, 공형진, 패널 : 이신애, 강예빈, 이파니, 천수정, 라리사, 백보람, 장도연)
- 수요예술무대
- 아내를 부탁해
- 우리 연예합니다
- 옹달샘과 꿈꾸라
- F(x)의 코알라
- 아이러브 펫
- 스타 더 시크릿
- 러브추격자
- 식신원정대 시즌 2 (진행 : 신봉선, 정재용, 신지, 문희준, 줄리엔 강)
- 매거진1
- MBOX (진행 : 이민우, 김나영)
- 부엉이 - 부부가 엉키면서 살아가는 이야기 시즌 1~2 (출연 : 조혜련, 김현기 부부/이외수, 전영자 부부/성대현, 김현미 부부 외 등등)
- 60분 드라마
- 나인 투 식스 (출연 : 권오중, 김대희, 송병철, 박휘순, 양세형, 원자현)
- 익스트림 7 (진행 : 이휘재, 패널 : 붐, 천명훈, 김나영, 오초희, 황현희)
- 아이돌 매니저 엠블랙
- 무한걸스 시즌 3 (출연 : 송은이, 신봉선, 백보람, 황보, 안영미, 김숙, 김신영)
- 스타 직찍
- 쇼타임 EXO
- 난생처음 여행단
- 손담비의 뷰티풀데이즈2
- 쇼타임 - 버닝 더 비스트
- 굳센토크, 도토리 (출연 : 주영훈, 박해미, 우승민)
- 장미테레비
- 나인 투 식스 2 (출연 : 김대희, 김정태, 설수현, 김민경, 최성준, 수빈)
- 누구세요? (진행 : 전현무, 패널 : 양세찬, 이용진, 이수정, 김정민)
- 형돈이와 대준이의 히트제조기 (진행 : 정형돈, 데프콘)
- 쇼타임 에이핑크
- 우리집에 연예인이 산다 시즌 1
- 우리집에 연예인이 산다 시즌 2
- 로맨스의 일주일 시즌 1 (진행 : 한고은, 조여정)
- 로맨스의 일주일 시즌 2 (진행 : 예지원, G.NA)
- 로맨스의 일주일 시즌 3 (진행 : 박시연, 한채아, 김성은)
- 로맨스의 일주일 시즌 4 (진행 : 장희진, 소진, 임주은)
- 100인의 선택 - 최고라면 (진행 : 이창민, 출연 : 파비앙, 정주리, 김지숙, 록현 of 100%)
- 정의본색 (출연 : 김보성, 김구라, 윤형빈, 샘 해밍턴, 샘 오취리, 강철웅, 니엘)
- 씨스타의 쇼타임
- 형돈이와 대준이의 히트제조기 빅병 (진행 : 데프콘, 정형돈)
- 인간실험극장
- 신동엽과 총각파티 (진행 : 신동엽, 패널 : 김종민, 조세호, 강인, 은혁, 엔)
- 천생연분 리턴즈 (진행 : 이휘재, 이특, 붐)
- 결혼 터는 남자들 (진행 : 김구라, 김성주, 손준호, 장동민, 오창석)
- 쇼타임 EXID
- 비밀병기 그녀 (진행 : 데프콘, 붐, 장수원)
- 쇼타임 인피니트
- 크로스컨트리 (출연 : 예은, 김보형, 강한나, 수란)
- 인생은 항구다
- 마담들의 은밀한 레시피 (출연 : 서경석, 김영철, 김새롬, 황요한, 오세득)
- 아주 사적인 TV (출연 : 서유리, 려욱, 허영지, 이준형, 양정원)
- 우리오빠쇼 (진행 : 김우리, 최여진, 박나래)
- 아찔한 캠핑 (진행 : 정준하, 김준현)
- 현아의 X-19
- 럭키BOX
- 헬로우 큐슈 (진행 : 김영광, 홍종현)
- 리턴 투 컴퍼니 (진행 : 김일중, 김대희, 김지민)
- 인생은 시트콤 (진행 : 박나래, 홍인규)
- 버스커즈 버스킹 (진행 : 김창렬, 울랄라세션, 길건, 이용진)
- PD 이경규가 간다
- 인간탐구 스토리 와일드 썰 (진행 : 김경식, 김태훈, 후지타 사유리, 박정윤)
- 도니의 히트제조기
- 맛있을 지도 시즌 1 (진행 : 김경식, 신수지)
- 맛있을 지도 시즌 2 (진행 : 김경식, 후지타 사유리)
- 맛있을 지도 시즌 3 (진행 : 김경식, 양세찬, 이진호, 서효명, 김정진)
- 달라서 간다 (진행 : 김대희, 유민상, 솔비, 유승우)
- 룩앳미 (출연 : 김재경,  남보라, 리지, 소원)
- 시골경찰 시즌 1 (출연 : 신현준, 최민용, 오대환, 이주승)
- 시골경찰 시즌 2 (출연 : 신현준, 이정진, 오대환, 이재준)
- 시골경찰 시즌 3 (출연 : 신현준, 이정진, 오대환, 이청아)
- 시골경찰 시즌 4 (출연 : 신현준, 오대환, 강경준, 이청아)
- 바다경찰 (출연 : 김수로, 조재윤, 곽시양, 유라)
- 도시경찰 시즌 1 (출연 : 장혁, 조재윤, 김민재, 이태환)
- 도시경찰 시즌 2 (출연 : 조재윤, 김민재, 이태환, 천정명)
- 로맨스의 아키타 (출연 : 키썸, 성혁, 깅남)
- 고민말고 GO (출연 : 하석진, 김지석)
- TV 속의 TV (지난 방영분 재방송, 진행 : 한광섭, 하지은, 출연 : 정석희, 박창현)
- 달려라 댕댕이
- 비디오스타 (진행 : 박소현, 김숙, 박나래, 박산다라)
- 대한외국인 (진행 : 김용만, 박명수)
- 맘마미안

#### 드라마
- 조선 과학수사대 별순검 시즌 1~2
- 서울 무림전
- 할 수 있는 자가 구하라
- 무작정 패밀리 시즌 3
- 하숙 24번지
- 사랑 주파수 37.2
- 0시의 그녀
- 투 비 컨티뉴드
- 연금술사
- 웹툰히어로 툰드라쇼
- 상상고양이
- 웹툰히어로 툰드라쇼 시즌 2
- 4가지 하우스
- 단짠 오피스